# Emirato del Monte Libano
L'Emirato del Monte Libano (in arabo إمارة جبل لبنان‎?) fu una parte del Monte Libano che godeva di gradi variabili di parziale autonomia sotto la stabile sovranità dell'Impero ottomano tra la metà del XVI e l'inizio del XIX secolo.
Sebbene le storiografie nazionaliste libanesi tendessero a ritrarre l'Emirato come una sorta di precursore storico del Mutasarrifato di Monte Libano fondato nel 1861, gli storici e gli intellettuali successivi come Kamal Salibi e Ahmad Beydoun hanno fatto luce sulle incongruenze delle narrazioni nazionaliste e spiegato come la devoluzione delle funzioni ai governanti locali non era niente di eccezionale nel quadro dell'amministrazione indiretta nella Siria ottomana.
Le narrazioni partigiane hanno dato nomi diversi a questa entità (tra cui "Emirato di Shuf", "Emirato del Jabal druso", "Emirato del Monte Libano", nonché "Emirato di Ma'an"), i cui confini non erano ben definiti, principalmente a causa del suo status giuridico e amministrativo piuttosto vago.
La città di Baakline era la sede del potere locale durante il periodo Ma'an fino a quando Fakhr-al-Din II scelse di vivere a Deir el Qamar a causa della mancanza d'acqua a Baakline. Deir el Qamar rimase la sede fino a quando Bashir Shihab II salì al trono e trasferì la sua corte al palazzo Beiteddine. Beiteddine rimane oggi la capitale del distretto dello Sfuf.
A Fakhr-al-Din II, il più importante leader tribale druso alla fine del XVI secolo, fu concesso dagli ottomani di sottomettere altre capi provinciali nella Siria ottomana per loro conto, ma alla fine fu egli stesso sottomesso per un controllo più saldo da parte dell'amministrazione centrale ottomana sugli eyalet siriani. Nelle narrazioni nazionaliste libanesi, è celebrato come l'istituzione di una sorta di condominio druso-maronita che è spesso ritratto come l'embrione dello stato e dell'identità nazionale libanese. Storici e intellettuali come Salibi e Beydoun hanno messo in dubbio molti di questi presupposti, suggerendo un approccio più equilibrato e meno ideologico a questo periodo.
Il governo Maan e Shihab di diverse parti del Monte Libano, tra il 1667 e il 1841, era un iltizam ottomano, piuttosto che un principato dinastico, e i multazim non furono mai principi regnanti. Le relazioni tra la Porta e gli emiri Shihab ruotavano attorno al pagamento delle tasse e alla legittimazione ufficiale della loro posizione di multazim. Tale fu la precarietà della loro posizione che nel corso degli oltre tre secoli delle due dinastie (1516-1840) emersero solo due leader significativamente forti, Fakhr-Al-Din I (1516-1544) e suo nipote Fakhr al-Din II (1591–1635). Anche Bashir Shihab II (1788-1840) fu un importante principe, ma all'epoca era considerato un tiranno piuttosto che un capo. Ciò portò alla rivoluzione del 1840 contro Bashir e i suoi alleati egiziani.

## Dinastia Maanide

Bandiera degli Emiri Maanid : * Fakhr-al-Din I (1516–1544) * Korkmaz I (1544–1584) * Fakhr-al-Din II (1572–1635) * Malham al Maani (1635–1658) * Karkum II (1658–1662) * Ahmad al Maani (1662–1697)

I Ma'an salirono al potere all'inizio del XVI secolo e sia Fakhr al-Din I che Fakhr al-Din II espansero notevolmente il territorio agendo come il principale agricoltore fiscali locali (multazim) per lo stato ottomano.
In generale, il sistema di tassazione significava che i multazim servivano sempre al piacere del sultano e, dato questo grado di insicurezza, avrebbero cercato di raccogliere tutte le tasse che potevano, entro i limiti della capacità fisica dei pagamenti dei contribuenti.

### Fakhr al-Din I (1516-1544)
Fakhr al-Din I (1516–1544), fu presumibilmente premiato con l'emirato dello Shuf dopo aver combattuto al fianco di Selim I nella battaglia di Marj Dabiq. In ogni caso, emerse subito dopo come forza locale, e fu il primo membro della dinastia Ma'an a servire gli ottomani.
Gli ottomani divisero i territori che conquistarono dai Mamelucchi in wilaya, sanjak e nahiya e assegnarono i qadi e i governatori militari alle divisioni amministrative più grandi. Tuttavia, affidarono il compito della riscossione delle tasse a potenti leader locali, che mantennero le loro posizioni attraverso una combinazione di corruzione di funzionari ottomani locali e affermandosi ai detentori di potere locali.
I possedimenti della famiglia Ma'an (muqata'ah) erano originariamente divisi tra i tre Wilaya di Damasco, Tripoli e Sidone. La famiglia non era stata preminente sotto i Mamelucchi, ma era abbastanza forte sotto gli Ottomani da essere incaricata di dividere le fattorie fiscali assegnatele tra un numero di notabili locali minori. Alla fine del suo regno, l'autorità di Fakhr al-Din I si estendeva dai confini di Giaffa a Tripoli.

### Korkmaz (1544-1585)
A Fakhr al-Din successe suo figlio Korkmaz, coinvolto in frequenti conflitti sia con i suoi vicini che con gli ottomani, poiché il sistema di tassazione comportava continue lotte di potere.
Nel 1544 l'emiro Qurqumaz succedette a suo padre Fakhr al-Din. Nel 1585, una carovana che trasportava le tasse raccolte in Egitto e Siria fu saccheggiata a Djun 'Akkar. Gli ottomani, sospettando i Ma'an di complicità e di aver protetto i criminali, invasero il Monte Libano. L'emiro Qurqumaz si rinchiuse nella roccia inaccessibile di Shakif Tirun vicino a Jezzine e vi morì, "di dispiacere o di veleno", nel 1585.
A Qurqumaz successe suo figlio tredicenne, che divenne Fakhr al-Din II nel 1591, dopo una pausa di sei anni.

### Fakhr-al-Din II (1591-1635)
Fakhr-al-Din II (1591–1635) era il più rinomato dei sovrani maanidi, sebbene la sua posizione fosse precaria quanto quella dei suoi predecessori e dei suoi successori.
Nel 1587, con l'ascesa di Shah Abbas I, il potere safavide iniziò a riprendersi e le guerre ottomano-persiane furono presto riprese. In Siria, i Safavidi avrebbero potuto usare la leva politica sciita locale contro gli ottomani.
Per ridurre il pericolo sciita, gli ottomani si rivolsero ai Ma'an, che rimasero castigati e sottomessi dopo la riuscita spedizione ottomana inviata contro di loro nel 1586. La loro scelta cadde su Fakhr al-Din Maan, il figlio di Qurqumaz. Intorno al 1590, Fakhr al-Din fu nominato governatore del Sanjak di Sidone, al quale fu successivamente assegnato il Sanjak di Beirut. Nel 1598, quando scoppiarono di nuovo le guerre tra Safavidi e Ottomani, fu anche nominato governatore del Sanjak di Safad, che gli diede il controllo diretto sugli sciiti pro-Safavidi di Jabal Amil.
Nel 1610 sconfisse i suoi due principali avversari, Yusuf Sayfa e Amir Mansur ibn Furaykh. Questo, insieme al suo attacco a Damasco nel 1607 (insieme ad altri signori locali), allarmò in tutta evidenza gli Ottomani. Nel tentativo di ottenere l'indipendenza per il Libano, concluse un accordo segreto con Ferdinando I di Toscana, impegnandosi a sostenersi a vicenda contro gli ottomani. Dopo aver scoperto l'accordo, gli ottomani ordinarono ad Ahmad al Hafiz, governatore di Damasco, di attaccarlo. Fakhr al-Din abdicò temporaneamente a favore di suo fratello Yunus e di suo figlio Ali, e trascorse i successivi cinque anni in esilio in Europa. Tornò solo quando il suo amico Silihdar Mehmed Pasha divenne governatore di Damasco nel 1618. Quando tornò in Libano, governò più o meno incontrastato per i successivi quindici anni, poiché gli ottomani erano troppo presi dalle loro guerre con i Safavidi per prestare seria attenzione alla situazione.
Nel 1623, Mustafa Pasha, il nuovo governatore di Damasco, lo ingaggiò in battaglia e fu definitivamente sconfitto nella battaglia di Anjar vicino ad Anjar nella valle di Biqa. Impressionato dalla vittoria, il sultano ottomano gli diede il titolo di "Sultan al Barr" (Sultano della Montagna).
Fakhr al-Din, nei suoi ultimi anni, arrivò a controllare l'intero territorio del moderno Libano. Anche allora, lo Shuf rimase la sua base di potere. Il controllo del Sanjak di Safad, e anche del Sanjak di Ajlun e di altre parti della Transgiordania, erano almeno altrettanto importanti, politicamente, quanto il controllo dei sanjak di Beirut e Sidone, o delle diverse nahiya di montagna del Sanjak di Tripoli, nell'Eyalet di Tripoli.
Alla fine, tuttavia, il Wali di Damasco, Kücük Ahmed Pasha, fu inviato a capo di un esercito contro Fakhr al-Din, che fu sconfitto, catturato e portato a Istanbul, dove fu giustiziato nel 1635 insieme a Yunus e Ali.

### Emiri successivi
La dinastia continuò, notevolmente indebolita, fino alla morte di Ahmad (regnò dal 1658 al 1697) quando le sue funzioni furono rilevate dalla famiglia Shihab.

## Dinastia Shihab

Bandiera degli emiri Shihab: * Bashir I Shihab (1697–1706) * Haydar Shihab (1706–1729) * Milhim Shihab (1729–1754) * Ahmad e Mansur Shihab (1754–1763) * Yusuf Shihab (1763–1788) * Bashir Shihab II (1788-1840) * Bashir Shihab III (1841)

Quando l'ultimo discendente maschio della famiglia Ma'an morì nel 1697, i suoi vassalli scelsero Haydar al-Shihab come emiro. La famiglia Shihab (o Chehab) era piuttosto insolita in una regione politicamente dominata dalle dinastie druse, poiché erano nominalmente praticanti dell'Islam sunnita.
Gli Shihab, a partire dal 1711, introdussero un sistema unico di cantoni fiscali nelle montagne Shuf e Kisrawan, e successivamente nel Libano settentrionale, conferendo al loro regime un carattere speciale all'interno del sistema ottomano. Gli emiri Shihab venivano nominati come multazim dei loro territori su base annuale, e la loro posizione in questo senso era sempre precaria. Nonostante ciò rimasero al vertice della gerarchia feudale.
Sotto il loro governo, gli sceicchi drusi e maroniti dei diversi cantoni lavorarono in cooperazione. Persino gli sceicchi drusi che erano più veementemente contrari al regime di Shihab non riuscirono a trovare un'alternativa praticabile al sistema di Shihab, fintanto che tale sistema rimase in vigore.

### Haydar al-Shihab (1697-1732)
Haydar era sunnita, anche se sua madre era una drusa del clan Ma'an. Trascorse il decennio successivo cercando di ottenere il sostegno di vari clan drusi e sciiti nel Libano meridionale e centrale. I suoi rivali chiamarono in aiuto gli ottomani nel 1711, ma prima che il corpo di spedizione ottomano potesse arrivare, Haydar sconfisse i suoi rivali locali nella battaglia di AinDara e conquistò l'ex capitale di Mann, Deir el Qamar.
Attraverso i matrimoni misti, Haydar strinse un'alleanza con due potenti gruppi drusi, la famiglia Abu-Lamma e la famiglia Janbulad. Quell'alleanza durò per la maggior parte del XVIII secolo.

### Milhim al-Shihab (1732–1753)
Milhim al-Shihab succedette ad Haydar nel 1732. Milhim riuscì ripetutamente a evitare il pagamento del regolare ammontare delle tasse alle autorità ottomane e nel 1748 il governatore di Damasco lanciò una spedizione punitiva contro di lui.
Nel 1750 Milhim tentò di acquisire un firmano (decreto) confermasse la sua autorità sullo Shuf e quella di suo nipote Quasim su Byblios, ma il tentativo fallì, poiché il clima politico a Istanbul cambiò dopo la morte del sultano Osman III nel 1757.
Dopo la sua abdicazione nel 1753, l'amministrazione fu guidata da Mansur e Ahmad al-Shihab per diversi anni (1753-1763), e poi da Qasim al-Shihab. Ne seguì una lotta per il potere e negli anni '60 del Settecento Yusuf al-Shihab emerse come amministratore dello Shuf.

### Yusuf al-Shihab (1770-1788)
Yusuf, figlio di Mulhim, ottenne il titolo di emiro nel 1770. Non è chiaro se Yusuf si sia convertito o meno al cristianesimo, poiché partecipava a servizi religiosi sia musulmani che cristiani e visitava santuari drusi e cristiani. Durante questo periodo, le montagne libanesi erano relativamente tranquille, sebbene le faide tra le singole famiglie continuassero spesso a sfociare nella violenza. Lo status quo fu infranto con l'invasione mamelucca della Siria nel 1770. Yusuf al-Shihab aiutò i mamelucchi e le sue truppe occuparono anche per breve tempo Damasco. Tuttavia all'indomani del ritiro dei mamelucchi, il sultano Mustafa III nominò Cezzar Ahmed Pasha al governatore di Sidone. Dalla sua roccaforte ad Acri, Cezzar Ahmed acquisì costantemente territori che erano stati detenuti dai vassalli del clan Shihab.
Nel 1789, quando ci fu un tentativo di colpo di stato contro Cezzar Ahmed, si convinse che dietro ci fosse Yusuf al-Shihab. Per rappresaglia, trasferì il suo esercito in Libano dove sconfisse gli Shihab in una battaglia nella valle della Bekaa. Sconfitto, Yusuf abdicò e i suoi vassalli scelsero quindi suo cugino Bashir.

### Bashir Shihab II (1788-1841)
Bashir (di solito indicato come Bashir II per distinguerlo dal padre di Haydar) fu emiro fino al 1841, rendendolo l'emiro regnante più lungo dei monti libanesi. All'epoca era considerato un principe giusto ma tenace. In questo periodo, il Libano iniziò a modernizzare le sue istituzioni amministrative. Rese l'Emirato più forte perché eliminò i piccoli capi feudali litigiosi e unì il paese con una presa salda. Bashir riconosceva apertamente di essere un cristiano ma allo stesso tempo rispettava i suoi sudditi musulmani ricordando loro le radici qureishi dei principi Shihab. Il clan Abi-Lamma, una famiglia drusa che era uno stretto alleato degli Shihab, divenne anch'esso cristiano nello stesso periodo. Dopo la morte di Cezzar Ahmed nel 1804, Bashir II si mosse per distruggere “le famiglie feudali su cui i suoi predecessori avevano fatto affidamento come alleati.
Quando Ibrahim Pasha trasferì il suo esercito in Siria nel 1831, Bashir II offrì la sua fedeltà alle forze egiziane e ottenne un'ampia autorità su gran parte del Libano. Usò il suo potere per canalizzare le tasse al fine di creare un'efficace struttura militare e amministrativa, misure estremamente impopolari per una parte dei capi feudali libanesi che portarono a rivolte su larga scala di gruppi tribali drusi e cristiani che furono soppressi con successo. Tuttavia Bashir II fu deposto dalla flotta britannica ancorata al largo di Beirut e andò in esilio in Turchia. Fino ad oggi i suoi discendenti vivono in Turchia.

### Bashir Shihab III (1841)
Dopo che Bashir II andò in esilio, il sultano ottomano nominò Bashir III, lontano cugino di Bashir II, come emiro nel 1841, ma non fu una scelta popolare. Non molto tempo dopo la sua nomina, il nuovo emiro chiamò le principali famiglie druse a Deir el Qamar per discutere le sue politiche fiscali. Le famiglie si presentarono armate e lo assediarono nel suo palazzo nell'ottobre 1841. Lo stallo terminò quando il sultano ritirò la sua nomina e Bashir III andò in esilio.
Con ciò, la dinastia Shihab crollò. Ci furono tentativi di restaurare Bashir III come Emiro dopo i disordini civili in Libano nel 1861, ma non ebbero successo.

## Spartizione (1840-1860)
A metà degli anni '40 dell'Ottocento, la popolazione dell'Emirato era stimata in circa 300.000, di cui meno di 100.000 vivevano in "distretti misti".
| Distretti                                                          | Cristiani | Drusi  | Musulmani |
| Matn                                                               | 10.990    | 2.105  | 100       |
| Arqoub                                                             | 2.760     | 2.790  | -         |
| Due Chouf                                                          | 4.290     | 8.695  | -         |
| Due Gharbs                                                         | 3.675     | 3.940  | 40        |
| Jezzin                                                             | 5.330     | 65     | 560       |
| Jurd                                                               | 2.410     | 1.820  | 3.190     |
| Kharroub                                                           | 3.390     | 45     | -         |
| Manassif                                                           | 1.195     | 1.695  | -         |
| Shahhar                                                            | 3.970     | 1.050  | -         |
| Sahil                                                              | 7.395     | 75     | 899       |
| Tuffah                                                             | 4.815     | 5      | 105       |
| Deir el-Qamar                                                      | 4.385     | 1.979  |           |
| Totale                                                             | 54.606    | 24.264 | 4.894     |
| 1844 stima da M. Bouree a François Guizot, Parigi, 30 luglio 1844. |           |        |           |

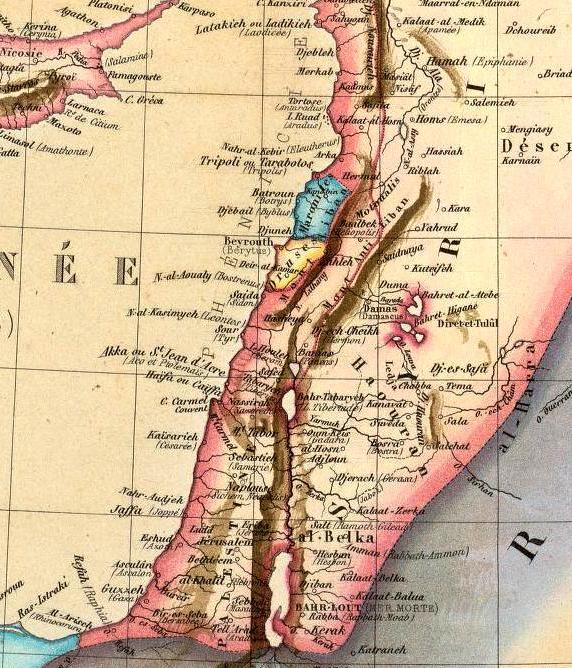
Mappa contemporanea che mostra la divisione tra maroniti e drusi tra il 1840 e il 1860

A seguito di continue animosità e combattimenti tra maroniti e drusi, i rappresentanti delle potenze europee proposero al sultano Abdülmecid I che il Libano fosse suddiviso in sezioni cristiane e druse. La Sublime Porta fu finalmente costretta a rinunciare ai suoi piani per il governo diretto del Libano, e il 7 dicembre 1842, il sultano adottò la proposta del principe Metternich e chiese ad Assad Pasha, il governatore (wali) di Beirut, di dividere il Monte Libano, in due distretti: un distretto settentrionale sotto un cristiano Kaymakam e un distretto meridionale sotto un druso Kaymakam, entrambi scelti tra i leader tribali. Entrambi i funzionari dovevano riferire al governatore di Sidone, che risiedeva a Beirut.